# فهرست دمای جوش و انجماد حلال‌ها
| حلال           | دمای جوش (°C) | Kb(°C/(mol kg−۱)) | دمای انجماد (°C) | Kf (°C/(mol kg−۱)) | منبع داده‌ها    |
| -------------- | ------------- | ----------------- | ---------------- | ------------------ | -------------- |
| آنیلین         | ۱۸۴٫۳         | ۳٫۶۹              | –۵٫۹۶            | –۵٫۸۷              | Kb & Kf        |
| لوریک اسید     | ۲۹۸٫۹         |                   | ۴۴               | –۳٫۹               |                |
| استیک اسید     | ۱۱۸٫۱         | ۳٫۰۷              | ۱۶٫۶             | –۳٫۹۰              | Kb Kf          |
| استون          | ۵۶٫۲          | ۱٫۶۷              | –۹۴٫۸            |                    | Kb             |
| بنزن           | ۸۰٫۱          | ۲٫۶۵              | ۵٫۵              | –۵٫۱۲              | Kb & Kf        |
| برموبنزن       | ۱۵۶٫۰         | ۶٫۲۶              |                  |                    |                |
| کافور          | ۲۰۴٫۰         | ۵٫۹۵              | ۱۷۹              | –۴۰                | Kf             |
| کربن دی‌سولفید  | ۴۶٫۲          | ۲٫۳۴              | –۱۱۱٫۵           | –۳٫۸۳              |                |
| کربن تتراکلرید | ۷۶٫۸          | ۴٫۸۸              | –۲۲٫۸            | –۲۹٫۸              | Kb & Kf        |
| کلروفرم        | ۶۱٫۲          | ۳٫۸۸              | –۶۳٫۵            | –۴٫۹۰              | Kb & Kf        |
| سیکلوهگزان     | ۸۰٫۷۴         | ۲٫۷۹              | ۶٫۵۵             | –۲۰٫۲              |                |
| دی‌اتیل اتر     | ۳۴٫۵          | ۲٫۱۶              | –۱۱۶٫۲           | –۱٫۷۹              | Kb & Kf        |
| اتانول         | ۷۸٫۴          | ۱٫۱۹              | –۱۱۴٫۶           | –۱٫۹۹              | Kb             |
| ۲٬۱-دی‌برمواتان | ۱۳۰٫۰         | ۶٫۴۳              | ۹٫۹۷۴            | –۱۲٫۵              | Kb & Kf        |
| فرومیک اسید    | ۱۰۱٫۰         | ۲٫۴               | ۸٫۰              | –۲٫۷۷              | Kb & Kf        |
| نفتالین        | ۲۱۷٫۹         |                   | ۸۰٫۲             | –۶٫۸۰              | امیر رضا هاشمی |
| نیتروبنزن      | ۲۱۰٫۸         | ۵٫۲۴              | ۵٫۷              | –۷٫۰۰              |                |
| فنول           | ۱۸۱٫۷۵        | ۳٫۶۰              | ۴۳٫۰             | –۷٫۲۷              | Kf Kb          |
| آب             | ۱۰۰٫۰۰        | ۰٫۵۱۲             | ۰                | –۱٫۸۶              | Kb & Kf        |